# Arjan Beqaj
Arjan Nexhat Beqaj est un footballeur international albanais d'origine kosovare, né le 25 août 1975 à Prizren (Kosovo). Son poste de prédilection est gardien de but.

## Sélections
- 43 sélections et 0 but avec l'équipe d'Albanie de football entre 1998 et 2011.

## Palmarès
Partizani Tirana
- Vainqueur de la Coupe d'Albanie en 1997.

 Anorthosis Famagouste
- Champion de Chypre en 2008.
- Vainqueur de la Coupe de Chypre en 2007.
- Vainqueur de la Supercoupe de Chypre en 2007.